# عبد القادر رحيم
عبد القادر رحيم ولد في سانت ديزيريه في 12 يوليو 1990، هو لاعب كرة يد دولي جزائري يلعب مع نادي سيليستات ألزاس.

## الانجازات مع المنتخب

### بطولة العالم
- المركز 17 في بطولة العالم 2013

### بطولة أفريقيا
- الميدالية الفضية في بطولة أفريقيا 2012
- الميدالية الذهبية في بطولة أفريقيا 2014
- نصف النهائي في بطولة أفريقيا 2016

## روابط خارجية
- عبد القادر رحيم على موقع الاتحاد الفرنسي لكرة اليد (الفرنسية)